# 格魯舍夫斯基大街騷亂
2014年格鲁舍夫斯基大街骚乱是为了回应乌克兰反示威法（2014年1月16日公布，2014年1月21日颁布），自2014年1月19日起在基辅市中心迪纳摩体育场外格鲁舍夫斯基大街爆发的警民对峙，对峙随后演变成一系列的骚乱。骚乱与乌克兰亲欧盟示威运动同期进行。
20万示威者在亲欧盟示威运动期间聚集，在最高拉达游行，冲击警方防线。经过一番紧张的对峙，警方开始对示威者采用暴力。期间，示威者设置路障阻挡政府军的行动。四名示威者在冲突中证实死亡，其中三人被警方击毙。
2014年1月28日，总理米克拉·阿扎罗夫递交辞呈，12个反示威法案有9个被废除，并发布法令特赦被捕或被检控的示威者。2014年2月14日，对峙组织方同意解封部分街道，恢复交通，但仍保留了路障，继续抗议。2014年2月16日示威者被特赦后，警方和抗议者开辟通道相互退场，直至2月18日数千名人士再次在议会游行，重新在格鲁舍夫斯基大街和相邻街道与警察对峙。到2月19日，所有路障从街道拆除，抗议者撤退。

## 事件时间轴

### 1月19日

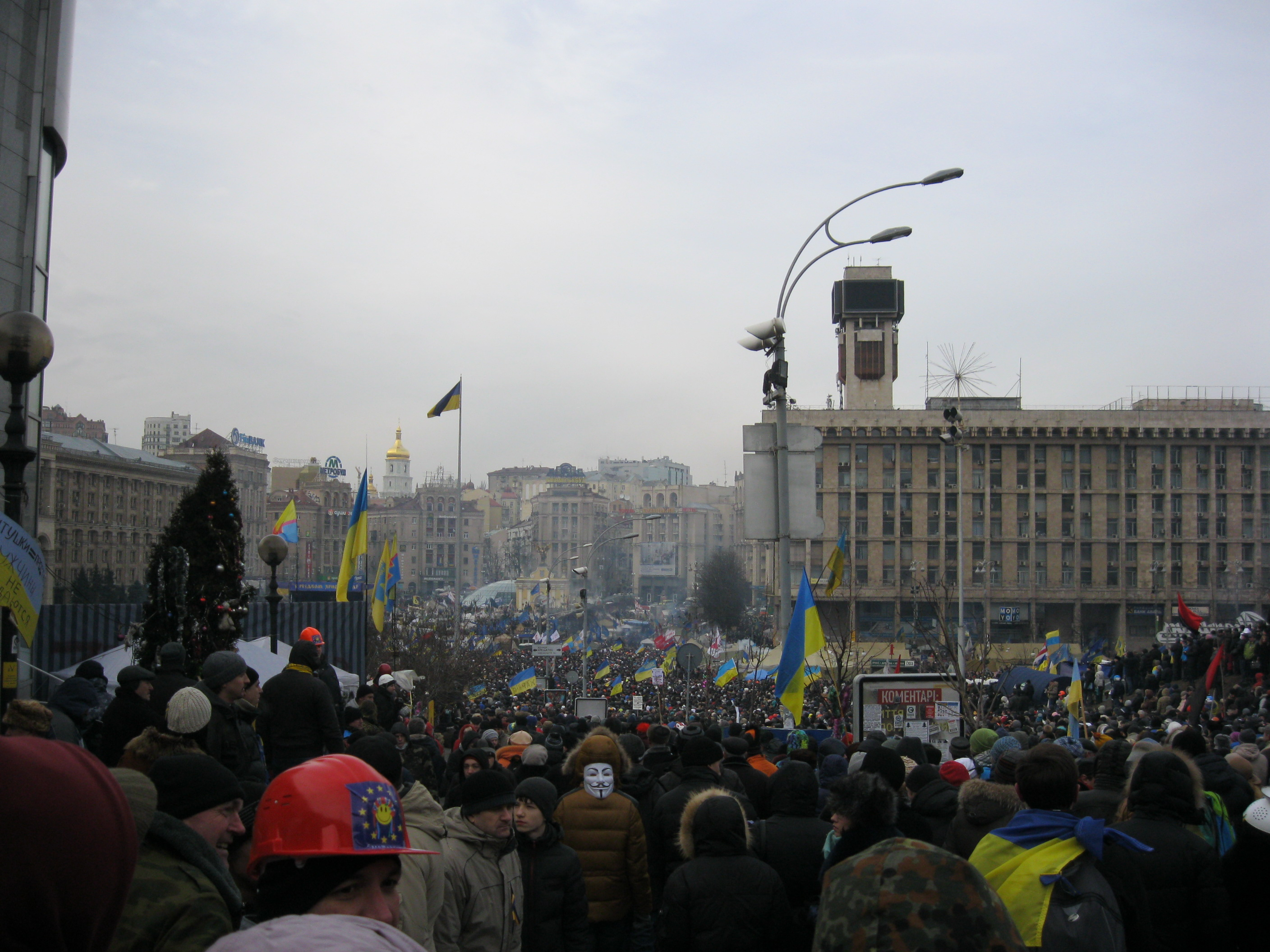
20万名示威者聚集在基辅，回应乌克兰反示威法

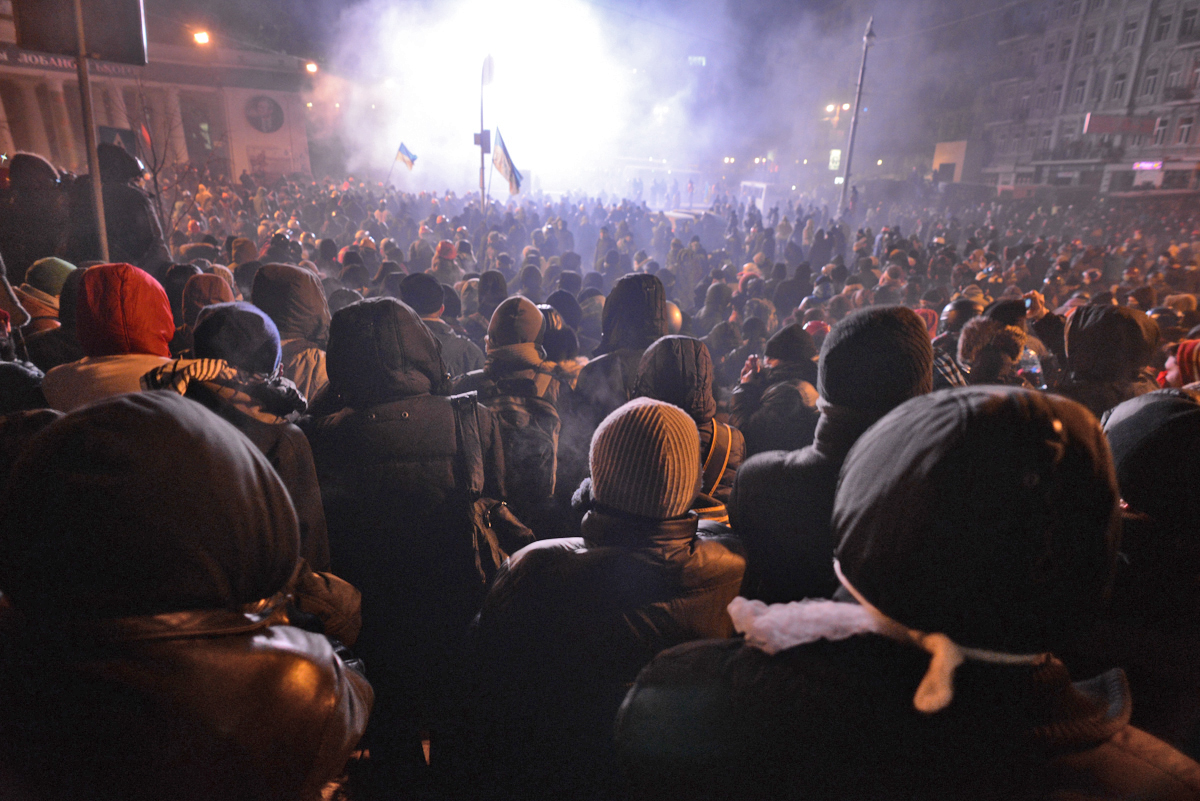
2014年1月19日入夜的示威场景

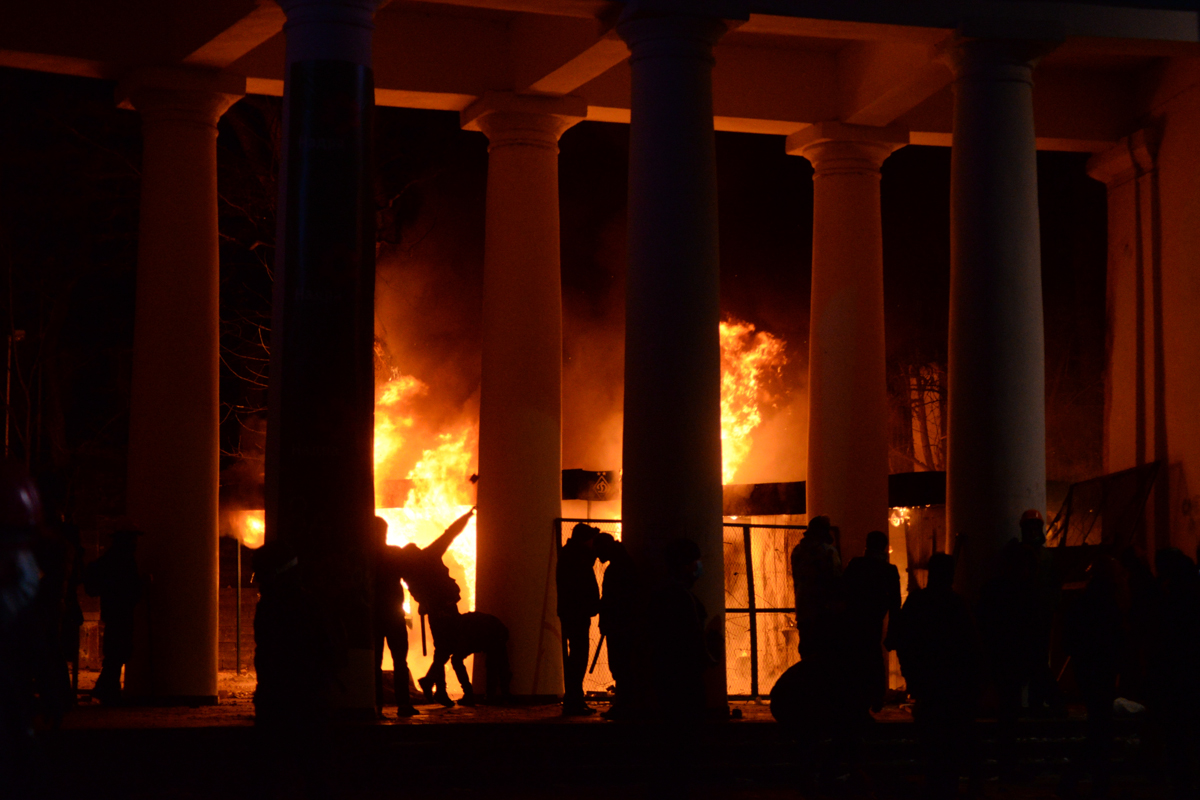
2014年1月19日，格鲁舍夫斯基大街附近的瓦列里·巴诺夫斯基·迪纳摩入口处燃起大火

第九场大规模抗议于1月19日星期日在基辅市中心举行，超过20万人聚集，抗议被他们称为“独裁法律”的新反示威法案。反对派领导人出席集会，而且也是乌克兰反腐女记者特蒂亞娜·喬爾諾沃爾声称被当局袭击后首次公开亮相。许多示威者无视禁令佩戴派对面具遮挡面部，还有人戴着安全帽和防毒面具。AutoMaidan的领导人德米特洛·布拉托夫（Dmytro Bulatov）要求提名一位反对派候选人，但群众高呼口号反对领导人遵照这一行动。全乌克兰联盟“祖国”的阿尔谢尼·亚采尼克和亚历山大·图奇诺夫宣布将建立新议会。
亲欧盟示威运动活动家呼吁政府军“庄严的忠于乌克兰人民”，而不是投靠“犯罪政权”，还呼吁部分军人和警察违抗“犯罪命令”。最值得注意的是，他们使用武力对抗平民。他们承诺那些拒绝响应暴力命令的人员会被解雇。2010年被亚努科维奇总统革职的乌克兰前海军总司令、海军少将伊霍尔·特余科夫（Ihor Tenyukh）警告称，“目前当局的政变计划”会带来危险，呼吁军队违抗执政者的“非法”命令。“明天制度也会奴役你。所以我们正呼吁你履行对军队对乌克兰人民宣誓的忠诚，而不是对已经出轨的当局的忠诚，”他援引道。

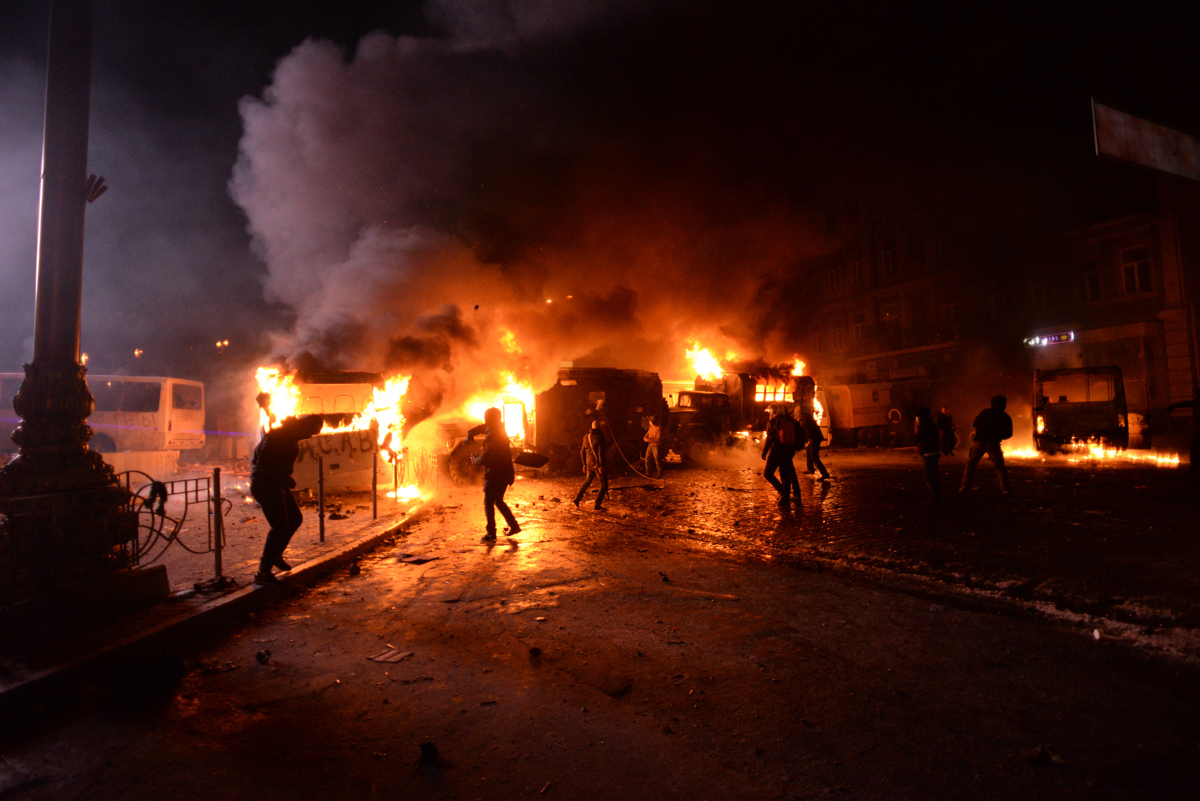
示威者向警方用作防线的警车投掷燃烧瓶

数千人透过格鲁舍夫斯基大街涌向由警方警戒线、军用车辆、微型面包车和大客车封锁线包围的议会大楼，冲突随即爆发。警方透过喇叭警告：“亲爱的公民，你的行为是非法的，是对国家的反抗。”他们还警告称，踏入警方范围三米内将被看作是对警察权力的威胁，警方会作出回应。”紧张局势最终出现，双方互抛东西，示威者被警方手持棍棒、水管、头盔和防毒面具袭击，还碰到眩晕弹和烟雾弹。
反对派领袖维塔利·克利奇科试图让人们冷静下来，未果，于是向示威人群喷射灭火器，民众大骂他叛徒。随后的现场直播电视画面显示，示威者试图推翻警方的公交车，后来抛出汽油弹将其点燃。至少有三辆公交车被暴徒占领。用来扑火的水炮被直接用来对付示威者，但水柱因温度低而冻结。随后，警方采用橡皮子弹对付示威者，更多的警车被纵火。到了晚上10点，多达一万名暴徒接近瓦列里·巴诺夫斯基·迪纳摩体育场（Valeriy Lobanovskyi Dynamo Stadium），示威和骚乱仍然持续，燃烧的汽车释放出滚滚浓烟。警方用作封锁线的所有公交车都被纵火。临近午夜，迪纳摩体育场前广场几乎所有地方都在燃烧。反对党议员莱斯雅·奥若贝特斯（Lesya Orobets）谈到局势时表示，“战争终于开始了，法律不管用了。”利沃夫的报道表明，利沃夫、卡卢什和伊万诺-弗兰科夫斯克的示威者阻止军队前往基辅。类似的情况也发生在罗夫诺，波尔库特部队被拦截。利沃夫军队后来感谢示威者阻止他们前往部署。到了凌晨3点，Automaidan活动家阻断亚努科维奇首相官邸的所有出路。在清晨，基辅市中心的示威者继续使用燃烧瓶，挺进警方防线，同时强化后方的路障，而警方连续发射水炮和橡皮子弹，手机信号被屏蔽。
到了晚上，维塔利·克里琴科被安排与总统维克多·亚努科维奇在总统官邸举行会谈，尝试提前选举，以缓和暴力行动进一步升级的局势。会议结束时，亚努科维奇承诺将与“特别委员会”解决危机，委员会包括管理层（包含总统）、内阁部长和政治反对派代表。阿尔谢尼·亚采尼克于晚上9点30分走向亲欧盟示威运动的主舞台，表示他收到总统打来的电话，告诉她政府希望开启谈判，以结束政治危机。1月20日，周一，地区党议员汉娜·赫尔曼（Hanna Herman）公布委员会公告，但委员会将在总统缺席的情况召集，由国家安全与国防委员会秘书长安德烈·库鲁耶夫（Andriy Klyuyev）领导。反对派领导人拒绝参加政府提出、总统投了弃权票的委员会。

### 1月20日

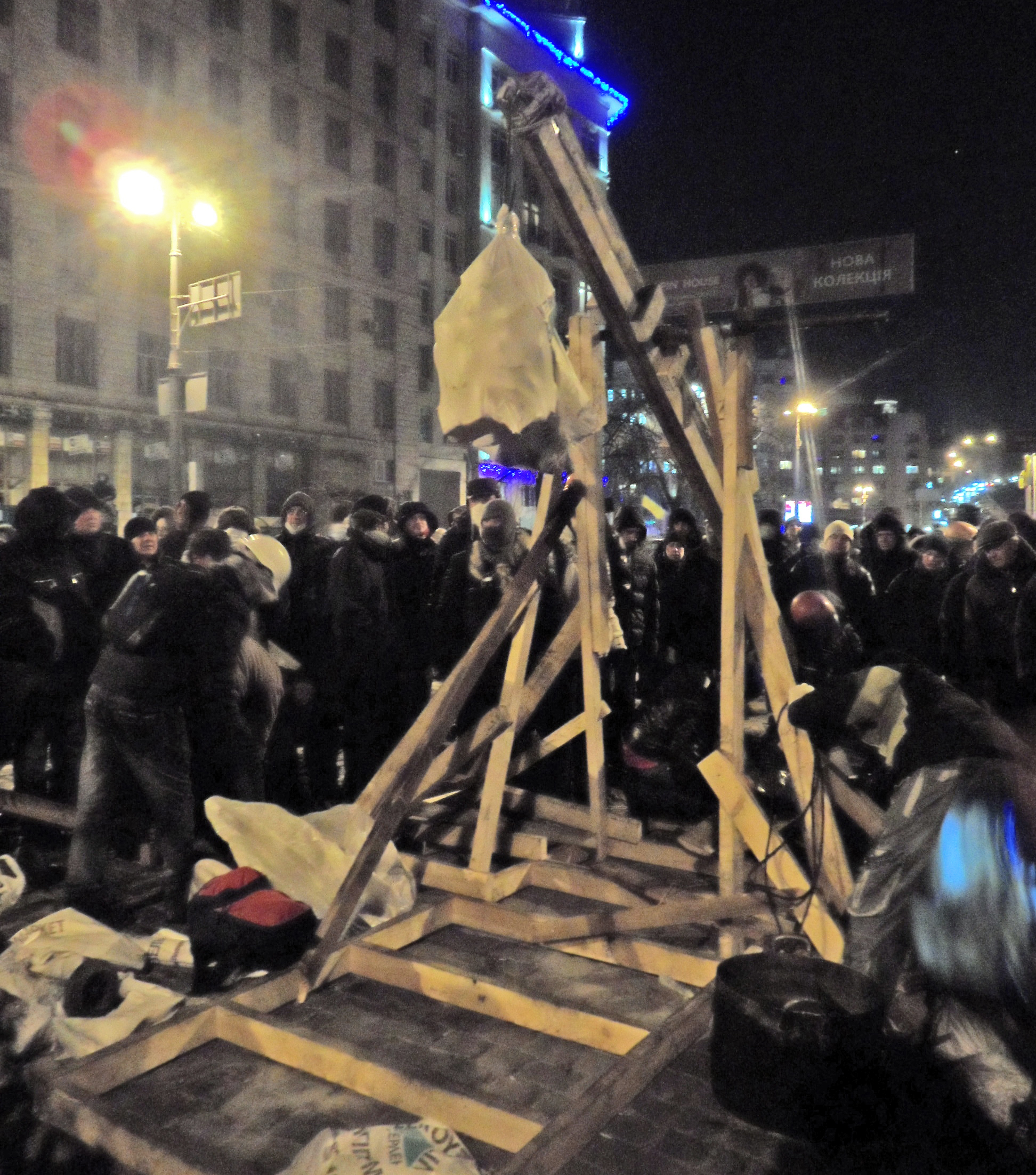
基辅格鲁舍夫斯基大街上的重力抛石机

冲突在第二天持续，仍有数千人聚集在格鲁舍夫斯基大街上，与警方互掷炸药和石头。5000名示威者出现在马林斯基公园的迪纳摩体育场大门处的冲突地区，200名示威者与500名防暴警察的对峙在下午并未停止。自由电台拍摄到别尔库特部队防暴警察一边向示威者投掷石块，一边做出猥亵手势。当天晚些时候，一群示威者搭建了一架8英尺高的投石机，向警方队列投掷石块和燃烧瓶。为了报复，警方向示威者投掷闪光弹、石块和燃烧瓶。警方的狙击手位于该区域的各个屋顶处，但暴露在烟花和激光下。到了晚上10点45分，迪纳摩体育场附近的抗议者达到一万名，他们继续与数千名警察作前哨战。乌克兰内政部表示，议会反对派代表提供武器攻击警察。

### 1月21日
1月21日黄昏时分，反示威法正式生效，亚努科维奇总统下令“血腥镇压”，警方警告可能会使用武器。内政部部长维塔利·扎尔哈钦科签署行政令，授权使用武力、特殊设备和武器。

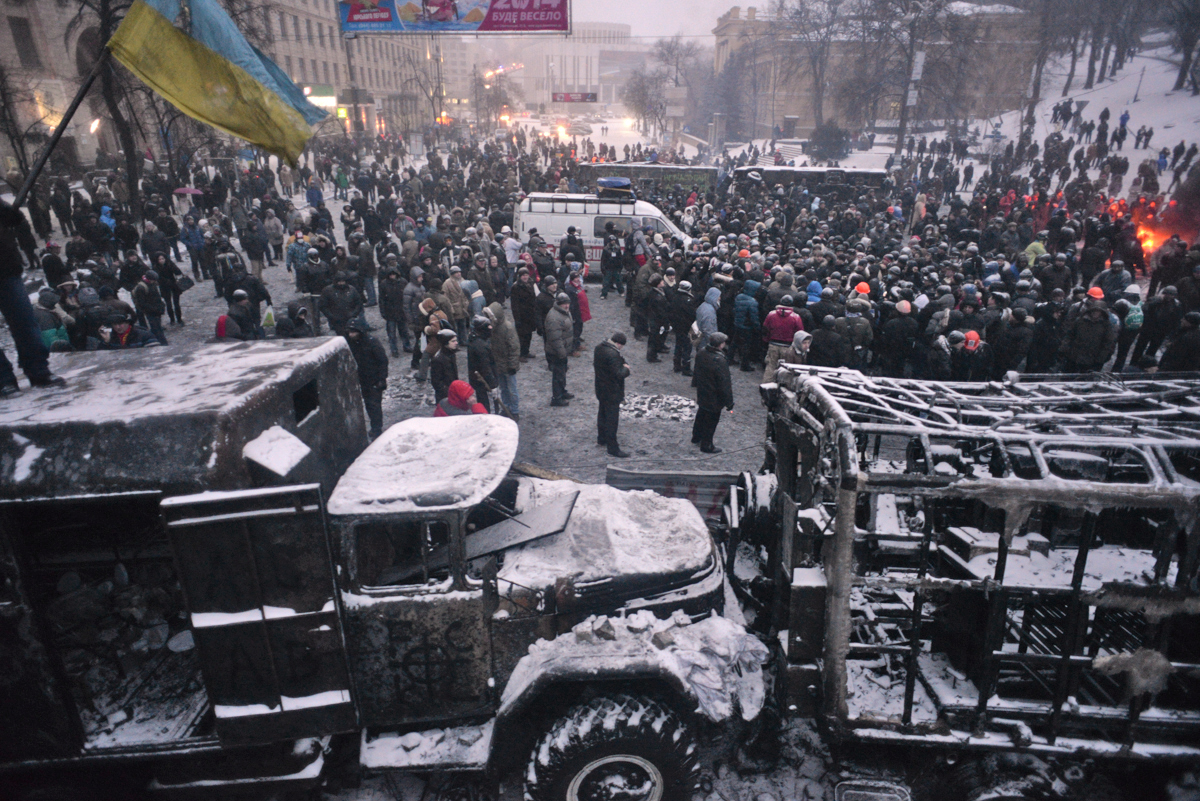
格鲁舍夫斯基大街，后面是欧洲广场

服务供应商向示威者发送短信“亲爱的用户，您已被认定为群体性事件的参与者。”但提供商否认曾发送过短信，其中有两间俄罗斯公司。专家认为政府应该在背后利用了蜂窝网络。
附近目击者报道有数百名武装分子“titushky”袭击示威者和路人并打砸车辆。据称其中有些人是被无牌大货车运进城里的。此后不久，他们占领了基辅众多交通要道。在一起事件中，出现在弗兰克街的维塔利·克里琴科被暴徒看见后，暴徒迅速逃离。克里琴科随后从其中两名暴徒的身上缴获武器，他们供认是从赫尔松来的，有人命令他们粉碎车辆，给城市带来混乱。暴徒承认其他人把Automaidan的活动家暴徒关押在基辅市中心，毁坏城市的每个人都获得27美元。包括反对派政治领袖在内的示威者将所抓获的大量暴徒押往工会联盟大楼。对他们的质询被电视直播。他们承认政府派给他们煽动暴力行为和无政府状态的工作。对暴徒的围捕被称为titushky safari（暴徒动物园）。
别尔库特部队继续向示威者投掷燃烧瓶。4时许，继11月30日自由广场的警方镇压行动，圣迈克尔大教堂再次敲响钟声以示警报。同时，与警方的对峙持续到中午，缓冲地带内的500名警察和1000名示威者、牧师停火。

### 1月22日

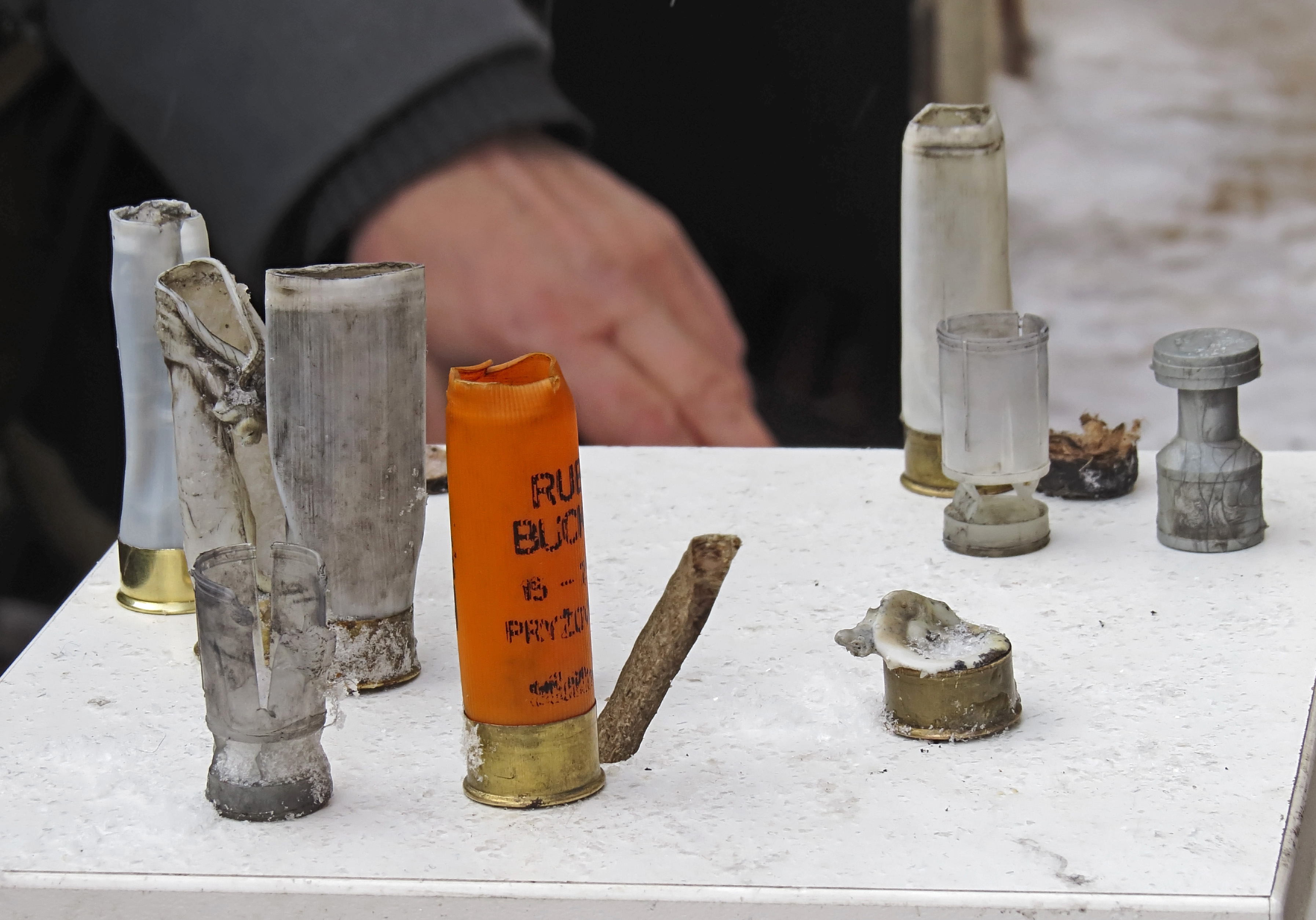
警方使用的子弹弹壳和橡皮子弹

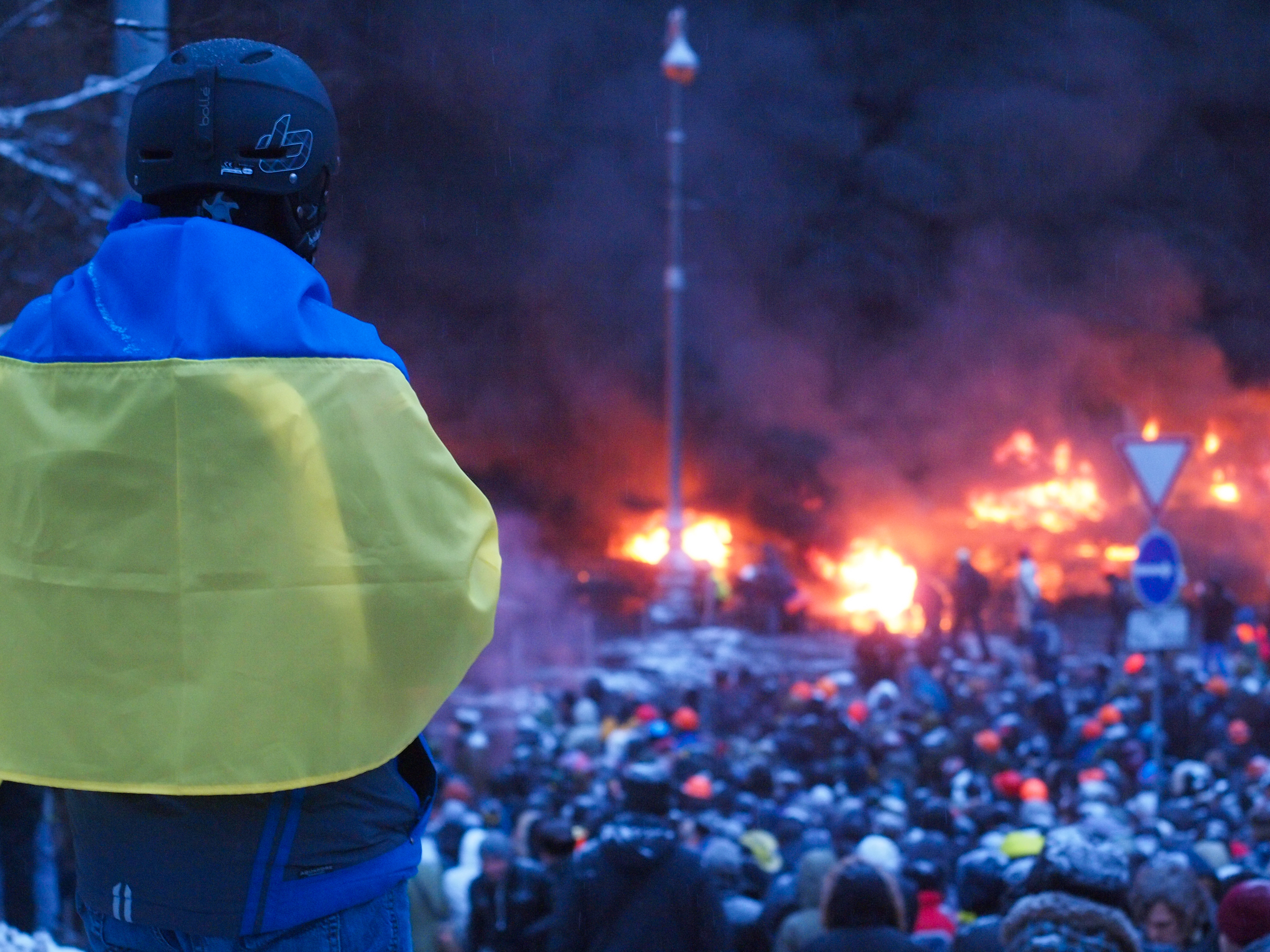
1月22日出现了自运动开展以来最严重的暴力行为

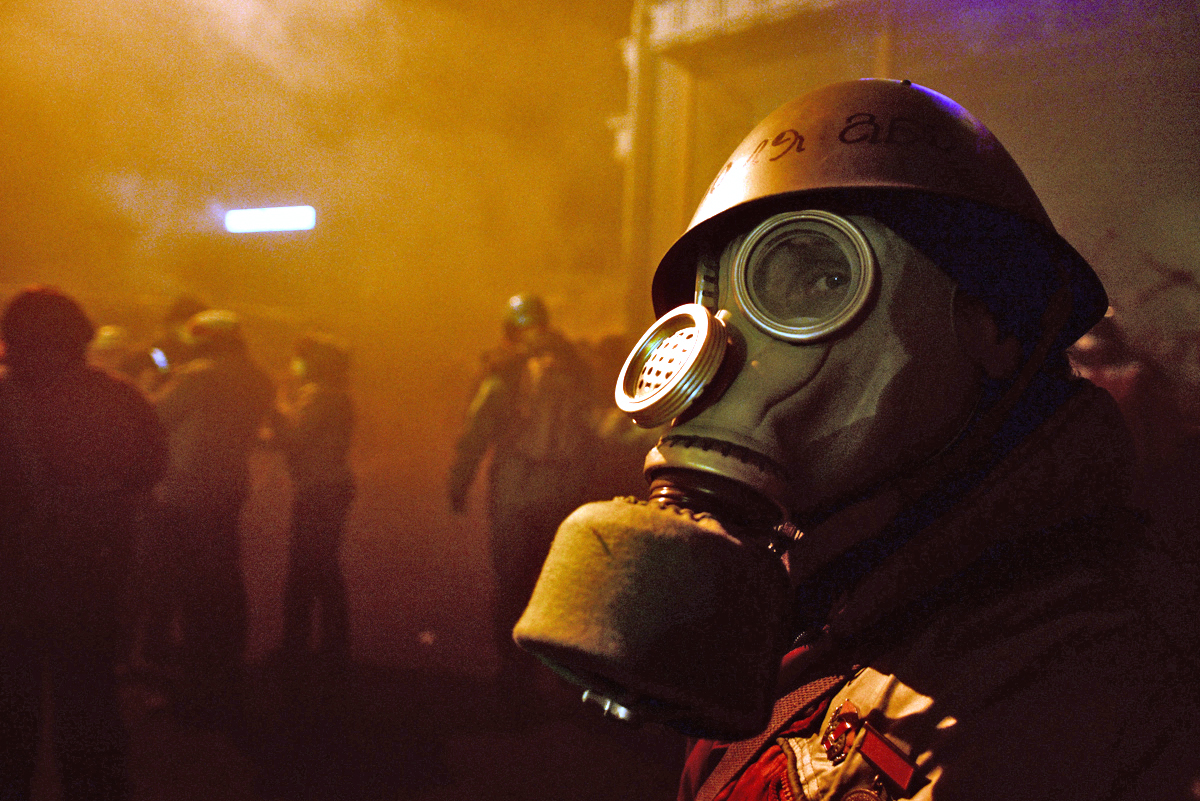
1月21日，冲突持续，众多示威者在浓烟中戴上防毒面具

联合日当地时间上午6点，警方实弹射杀两名示威者。死亡的新闻传出后，迪纳摩体育场的示威者开始撤退和分散，让警察得以挺进，暂时夺回该地区，直至被示威者推回。
为了应对不断升级的暴力事件，政府允许警方加强平息骚乱和抗议的措施。警方能封锁限制进入城市道路，不顾-10℃的低温使用水炮攻击示威者。
警方向在场的记者和摄影师发射橡胶子弹，继续向示威者投掷燃烧瓶。目击者表示，警方整天经常不加区别地向人群发射橡胶子弹，打了不知道多少人。数百人受伤，几天前现场被纵火的汽车明显遭到毁坏。记者在地上发现无数的弹壳。警察和医务人员证实当天早些时候由两名示威者被实弹枪杀。总理否认警察携带实弹。示威者医疗团队的统筹人员表示，有5人被打死，4人受伤，一人危殆。在前线背后约100米处，示威者使用水泥花盆和从许多广告牌上撕开的铁架搭建第二道路障，以便在警方再次回到广场追捕示威者时可拖慢他们。到了晚上，有300人受伤，4人被警方枪杀。

### 1月23日

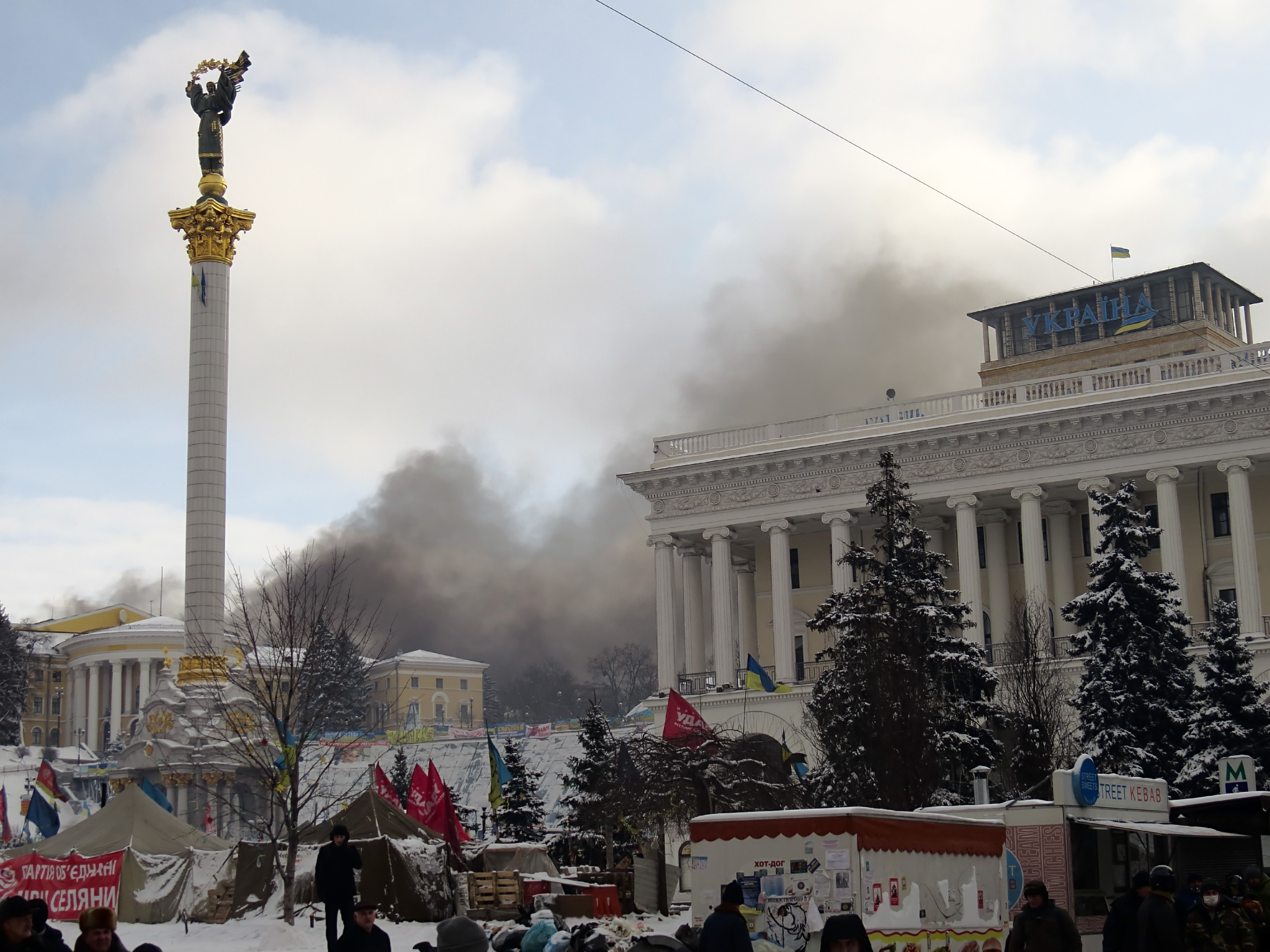
从独立广场可以看到格鲁舍夫斯基大街升起的浓烟

反对派向政府下达最后通牒，要求双方在晚上8点停火。大火在冲突地区蔓延，该地区一幢面积40平方米、楼高七层大楼的一楼商铺（位于两条博物馆的后巷）被火烧毁。大火是由阻断格鲁舍夫斯基大街的橡胶轮胎燃烧导致的。烧轮胎为示威者提供烟幕。
亲欧盟示威运动活动家用别尔库特部队和乌克兰内侍部队军人在多个场合做出的多个暴虐事例，记录下警察的暴行，其中有些军官殴打活动家甚至任何一个人，并用非常难听的粗言秽语羞辱他们，强迫他们脱光衣服全身赤裸。在一段被泄露到Youtube的视频中，内政军人折磨羞辱格鲁舍夫斯基大街的亲欧盟示威运动活动家，这位活动家遭殴打后被脱光衣服，还被警察拍照。视频是近距离拍摄的，表明是警察把它泄露出去的，显示出警察队伍中的不满迹象。BBC新闻采访了另一位拍摄下格鲁舍夫斯基大街骚乱后被警方殴打、捅伤的示威者。在1月23日的一则报道中，防暴警察用简易的手榴弹、被绑住的指甲及其他弹片制作传统的眩晕弹。2014年1月23日，乌克兰内政部正式就“警察对人们作出的野蛮行为”道歉，其中包括拍摄裸体拘留者的耻辱性视频的警察。
与亚努科维奇总统进行的和平谈判结束后，反对派领导人克里琴科和加尼伯克向格鲁舍夫斯基大街的人群发表演说，宣布将与政府提出停火，以换取对所有被逮捕或拘留示威者的释放。这个消息不能被人们接受，他们高喊：“骗子！”“不自由，毋宁死！”，报以领导者嘘声。赞成停火的加尼伯克警告称，总统表示他打算在未来五天逮捕1000名活动人士，谈判无法达成的话镇压提前。克里琴科则呼吁展开全国罢工，表示自己已经做好牺牲的准备。经过表决，人们决定切断与亚努科维奇总统的谈话，扩大包括格鲁舍夫斯基大街在内的基辅的亲欧盟示威运动范围。

### 1月24日-25日

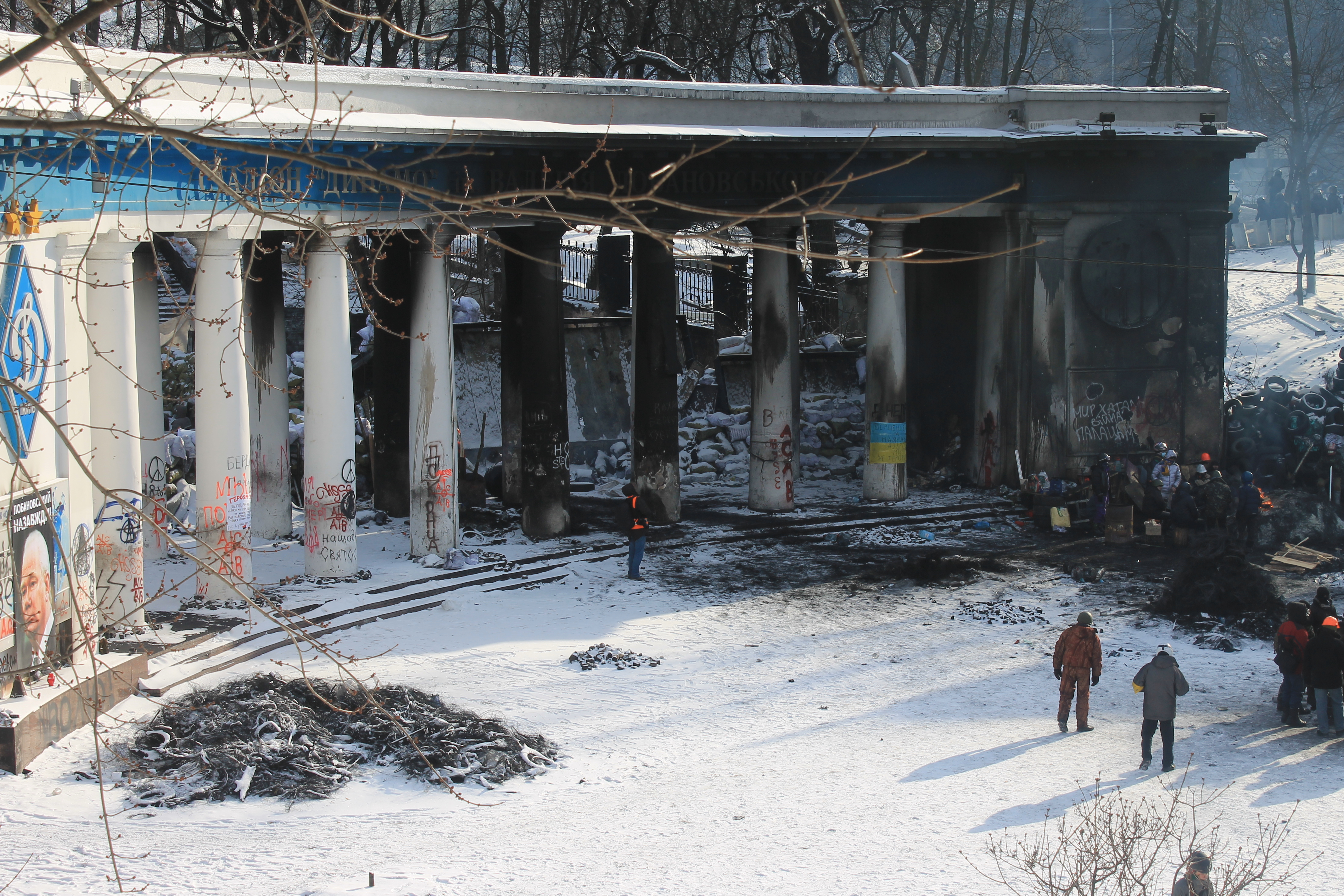
爆发大量冲突的迪纳摩体育场大门

反政府示威者在格鲁舍夫斯基大街树立三个新的路障，保护独立广场的亲欧盟示威运动营地。报道认为亲欧盟示威运动大本营与格鲁舍夫斯基大街上更为激进的参与者之间可能出现裂痕。
最高拉达主席弗拉基米尔·莱巴克（Volodymyr Rybak）在拉达电视上表示，1月28日召开的特别会议上将不会提出引入紧急状态的问题，因为“在特别会议上提出的唯一问题会是当前的形势。这种形势非常复杂，我们会考虑和平解决乌克兰的政治危机”。晚上冲突爆发，但双方都持有自己的立场。截至凌晨5点，临时停火出现，早晨的场景相对平静。然而，休战并没有持续多长时间，到上午10点30分便爆发战斗。街对面70米处燃烧的轮胎被加长，两边的火焰高达5米。据报道，别尔库特部队的警察再次透过烟雾盲目向示威者射击，并用探照灯开路。
临近子夜时分，内政军队占领附近战略上位于广场和大街路障之间民宅的消息传开，他们打算占据侧翼的位置。示威者对建筑发动了一次先发制人的袭击，夺取对位置的控制权。在突袭中，示威者冲进大楼砸碎窗户，点火照亮场地。外围的示威者为依照自己的意愿撤离大楼的警察腾出通道。对峙持续了六个小时，最终在维塔利·克里钦科的斡旋下，建筑内的警察投降。占领了大楼的示威者据称在屋顶上发现弹壳，声称占领该大楼的警察可能自1月22日开始利用屋顶位置朝示威者开枪，直至当天早上。

### 1月28日-2月17日

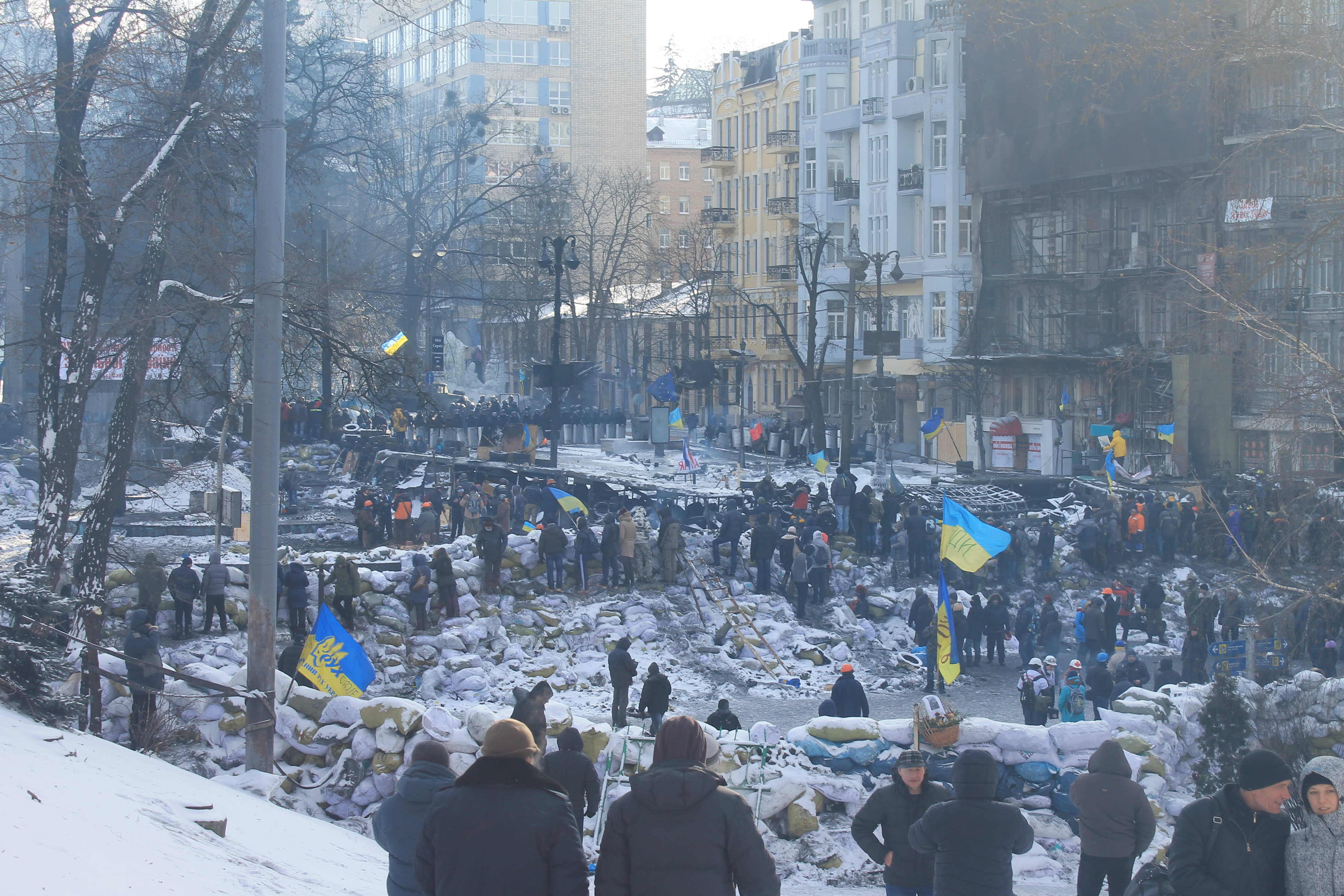
1月29日格鲁舍夫斯基大街上的路障

1月28日，总理米克拉·阿扎罗夫向总统亚努科维奇递交辞呈，几个小时后的信任投票将有可能让阿扎罗夫下台。此次辞职也撤销了阿扎罗夫全部的管理权力，而亚努科维奇总统签署法令确认驳回阿扎罗夫其余部分内阁的辞呈。然而，阿扎罗夫和他的内阁将继续留在办公室里，直至举行新的选举。
有亲政府议员反对议会撤销引发暴力行为的11项反示威法律中的9项。亚努科维奇还建议赦免放弃自己的立场并散去的示威者。此外，他还承诺组建提出修改乌克兰宪法的委员会，削弱总统的权力。大部分群众并不认为这些让步条件能满足示威者的要求，其中许多人还在苛刻地要求亚努科维奇辞职。
2月2日，5000人在格鲁舍夫斯基大街聚集以维持僵局。《基辅邮报》认为对峙局面“不太可能很快结束。”
2月6日，数千名乌克兰反对派活动人士（乌克兰独立新闻社记者估计为3000-4000人）手持盾牌和棒球棍，从自由广场营地游行至最高拉达，展示武力。亲欧盟运动指挥人士舍甫琴科·帕鲁比伊表示游行有警告性质，若当局没有考虑示威者的诉求，那“下一次”的行动将更具决定性质。
2月14日，右区宣布服从释放示威者的赦免法，同意恢复格鲁舍夫斯基大街的交通。乌克兰人民自卫部（UNSO）的所有成员也撤离现场。同时，右区要求立即撤销所有针对示威者的刑事案件，表示：“如果不尽快这样做，我们就将保留自行决定采取行动的权利。”广场理事会（The Maidan）亦同意恢复交通，“但这并不意味着我们放弃了大楼，这也不意味着我们拆毁了路障，这只意味着我们将解决格鲁舍夫斯基大街的部分区域以恢复交通。”自由广场活动家舍甫琴科·德约齐亚（Andriy Dzyndzia）表示，并重申示威者将留守格鲁舍夫斯基大街。
2月17日，一名越过路障进入警方控制圈的活动家被刺中肺部。

### 2月18日-2月23日
2月18日，数千人游行至议会，遭遇到数百名警察和别尔库特部队，格鲁舍夫斯基大街的轮胎被重新点燃。

## 参与方

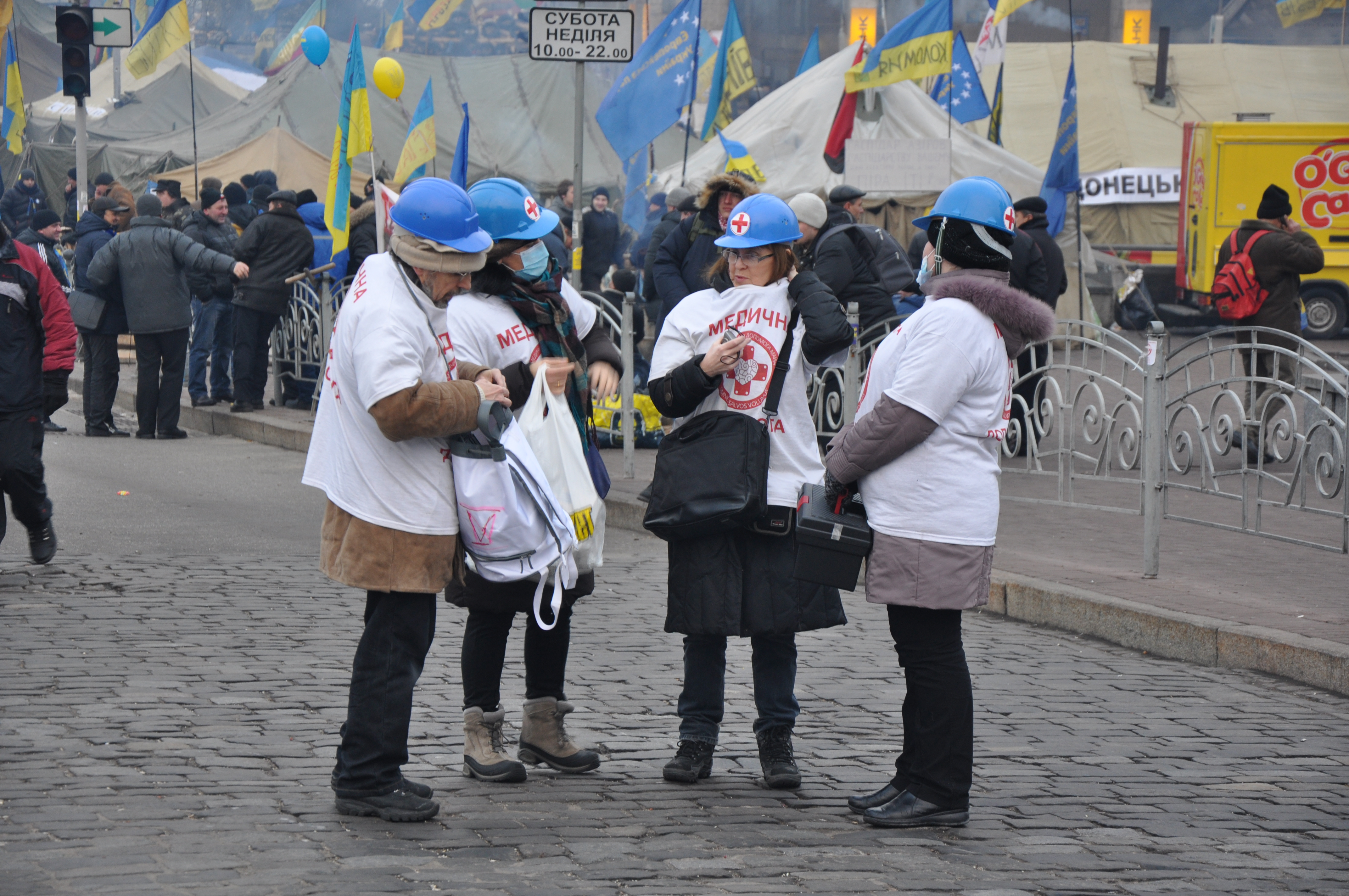
乌克兰亲欧盟示威运动的治疗志愿者

有一些参与者并未直接卷入冲突，如记者和医务人员。医务人员在自愿的基础上为伤者提供急救。
成员（1月19日-1月21日）：
- 乌克兰红十字会：20名以上的志愿者（机动组）[95]
- 乌克兰亲欧盟示威运动医疗服务队（约30名志愿者）[95]
- 救护车：6辆（停靠在欧洲广场附近）[95]

右区、乌克兰人民自卫部和其他的自卫单位搭建路障用作自卫。值得注意的是，这个多民族的单位由一名犹太裔男子领导，成员包括格鲁吉亚人、阿塞拜疆人、亚美尼亚人和俄罗斯人。

## 伤亡

### 示威者
现场医护人员统计，1月20日和1月21日救治了300名伤者，1月22日超过400人受伤，1月23日70人受伤。此外，市医疗官员表示，1月19日至23日期间，共有157名示威者寻求医疗救助，其中72名受到医院救助。自由广场急救中心于1月19日在格鲁舍夫斯基大街附近设立的路障受到大批人投诉，许多伤者避免前往医院，有人在医院治疗时被强行逮捕。
议员莱斯雅·奥若贝特斯成为警方的公开目标，连同三名随身护卫遭到带有政治动机的袭击。在一起异常酷刑事件中，防暴警察拘留了两名示威者后让他们脱掉衣服被水浇，还被要求在冰点以下的温度赤脚步行返回自由广场，但却遭到橡皮子弹的袭击。有两名示威者失明。

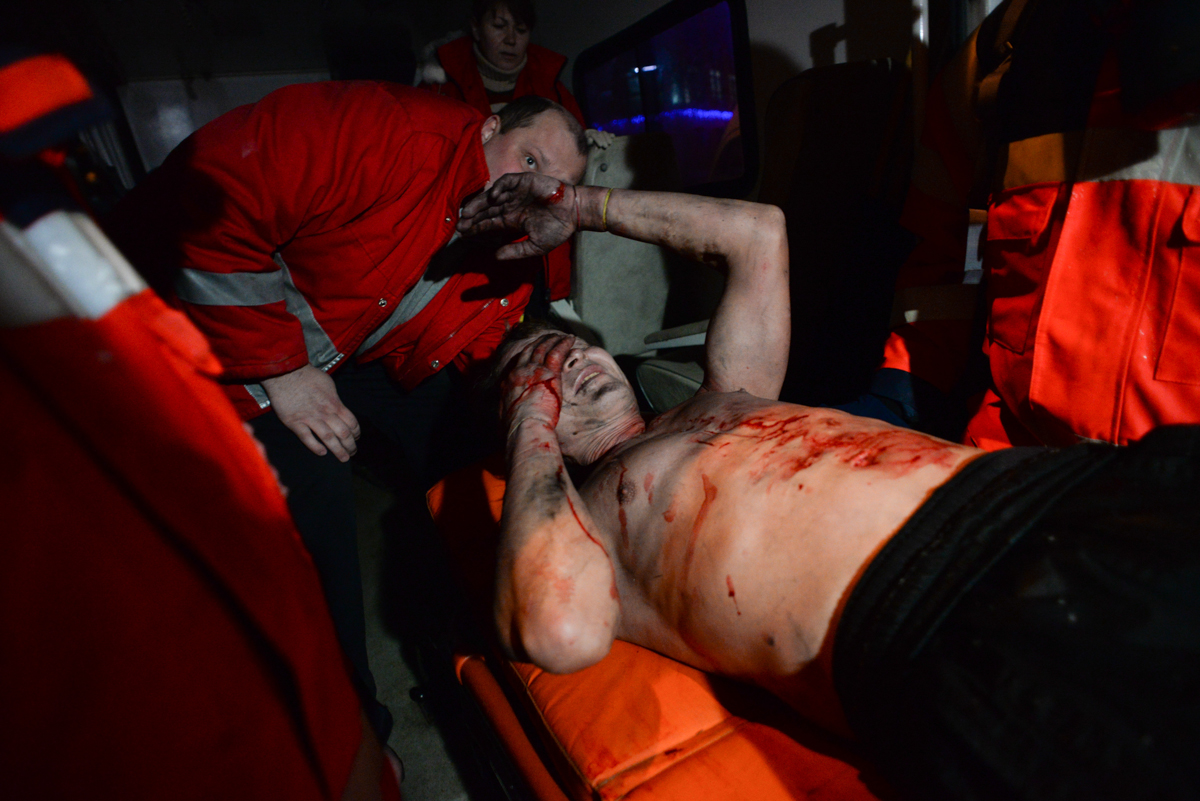
乌克兰红十字会志愿者为受伤的示威者进行急救

数名记者表示，他们成为了警方的目标，其中许多人被故意的枪火击中。共有26名记者受伤，至少有2人被警方的眩晕手榴弹重创，另有2人被警方逮捕。共有30名活动人士被拘捕。截至22日，至少有42名以上的记者在格鲁舍夫斯基大街的骚乱中受伤。

#### 死亡
1月21日，初步调查报告指出首名死者是一名22岁的男子，他在面对别尔库特警方时从迪纳摩体育场门前13米高的柱廊上摔下，颈椎骨折而死。事件的报道争辩这名男子是否为了逃脱殴打而跳楼，或是被警察推下去的。后来的调查报告引起混乱，据医务人员报告，另外一名43岁男子从屋顶上摔下，但幸免于难。不过，他是在修天线时摔下来的，并不是在格鲁舍夫斯基大街上。

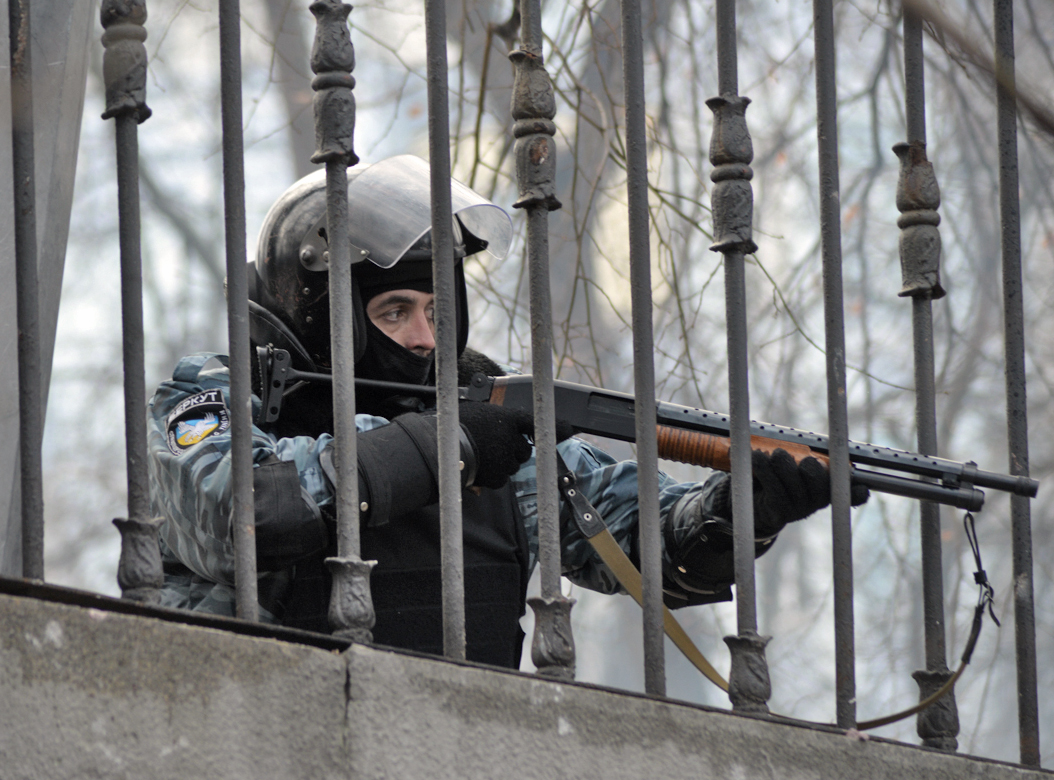
手持霰弹枪的别尔库特部队军人

1月22日凌晨，警方枪杀一名20岁的来自第聂伯罗彼得罗夫斯克的亚美尼亚裔亲欧盟示威运动份子谢尔盖·尼果扬（Serhiy Nigoyan），他在担任保卫工作时爬过路障。据报道，他中了四枪，包括头部在内，到院前死亡。
被杀害的还有白俄罗斯人、乌克兰国民大会-乌克兰人民自卫部成员米哈伊尔·“洛基”·扎哈伊纽斯基（Mikhail "Loki" Zhyznewski），他被警方狙击手枪杀。法医发现，尼果扬和扎哈伊纽斯基都是被步枪子弹杀害的，而医务人员证实枪伤是由SVD狙击步枪（7.62毫米子弹）或是马卡洛夫手枪（9毫米子弹）等枪支造成的。
根据警方把尸体拖到他们一方的战线的电视镜头，亲欧盟示威运动医疗服务部协调员宣布另有两名受害者被杀害。这些所谓的死者并没有被证实。1月25日，1月22日在格鲁舍夫斯基大街的骚乱中胸部受伤的罗曼·森伊基（Roman Senyk）死亡。
1月25日，澳大利亚珀斯一家专门咨询武器和弹药的公司武器研究服务所（Armament Research Services）发布报告，表示可能由格鲁舍夫斯基大街防暴警察向示威者射出的神秘袖扣状弹丸，在冲突发生期间并不能起到控制骚乱的作用，但能阻止车辆，穿透大门，刺破装甲。精通东方集团武器的作家杰森·琼斯（Jenzen-Jones）写道，子弹是特殊的12号穿甲猎枪弹，可能由基辅的专用装备设计局研发生产，专供内政部。
1月28日，于格鲁舍夫斯基大街冲突期间遭到警方在冰点温度以下用水炮袭击的52岁男子波哈丹·卡林亚科（Bohdan Kalyniak）因感染肺炎在医院病逝。
1月29日，一名年轻男子和一名成年男子在格鲁舍夫斯基大街被枪杀，被送往基辅医院，成年男子于第二天死亡。

### 警方
据内政部报告，至少100名防暴警察在1月19日的冲突受伤，其中61人被送往医院。内政部官方网站显示，被抓获的示威者殴打一名接管反对派占领的工会大楼的别尔库克部队警察，该名警察随后被送往医院进行治疗。有视频显示示威者向警方投掷燃烧瓶，弄伤了其中一些。
1月23日，235名警察据报受伤，其中104人被送院。到1月25日，MVS报告有285名警察受伤，其中104人被送院，另有1340人病倒（主要是肺炎和低体温）。

## 各方回应

### 国内
- 维塔利·克里琴科谴责政府没等他收到针对提前选举和废除“犯罪选举”的答复就杀害示威者[132]。
- 闹事者被形容为“厌倦了等待行动”的年轻男子，他们对政权的行动和反对的不作为感到不耐烦。乌克兰媒体将行动与迄今鲜为人知的右翼青年团体“右区”联系起来[133]。阿尔谢尼·亚采尼克声称政府策划激进示威者的行动，为进一步的镇压创造借口。其他评论员则认为，暴徒似乎有在场大量示威者的支持，他们并不带少数亲欧盟示威运动的少数人[17]。
- 乌克兰总检察长维克多·普什卡（Viktor Pshonka）谴责“两个月来不负责任的政客的措辞、淡薄的承诺和钓鱼式执法[31]。”同时，内政部表示保留使用更多大规模武力、使用橡皮子弹自卫的权利，并否认对抗议者使用水泡[134]。乌克兰内政部表示，“警方并没有使用法律允许他们在这种情况下所采取的严厉行动[135]。”地区党在一份声明中感谢值班的执法人员，认为“反对派在格鲁舍夫斯基大街和欧洲广场组织的骚乱是犯罪和不道德的行为[136]。”党呼吁建立一个“全国对话”党，提醒反对派“要求为乌克兰欧洲的未来负责[136]。”卢甘斯克地区党成员呼吁总统该当地宣布紧急状态[137]。1月21日-22日的死亡事件被归罪于警方后，亚努科维奇总统发表声明，对“周三的死者感到深深遗憾”，并“谴责政治极端分子挑起的暴力行为”[62]。
- 卢甘斯克纪念1月22日被警方杀害人士的追悼会上，地区党议员阿尔森·科林查叶夫（Arsen Klinchayev）表示，“这些人都是反政府的，没有人能使用武力对付警察。于是他们拿起他的棍棒，拿起石块，拿起其他东西。警方必须有自卫的权利。因此我认为杀害这四个人是队的。而且我相信，你们需要更加严厉[138]。”
- 总理阿扎罗夫在接受BBC采访时，否认警方带有武装，否认有警察部署到建筑物楼顶，煽动者试图让暴力行为升级，枪杀抗议者势在必行[139]。后来，地区党议员伊夫黑·巴里特斯基（Evheny Balitsky）谴责北约部署狙击手杀害受害者[140]。
- 乌克兰安全局负责人亚历山大·亚奇门科（Aleksandr Yakimenko）表示，激进分子一天就缴获了1500支枪和10万发弹药。他表示，“暴力升级和极端团体大规模使用枪支。全国众多地方、政府部门、军事设施、弹药库被搜查。法院大楼被焚烧，破坏者破坏私有财产，杀害和平的平民[141]。”

### 国际
国际组织
- 欧盟委员会主席若泽·曼努埃尔·巴罗佐1月22日与亚努科维奇总统通电话，表示“如果乌克兰的局势不稳定，欧盟将评估双边关系可能产生的后果[142]。”
- 北欧理事会和波罗的海议院主席发表联合声明，谴责“过去几个星期来利用武力和暴力行为驱散基辅的示威者，表达他们对希望加入欧盟的乌克兰示威者的支持[143]。”
- 维谢格拉德集团外长发表联合声明，谴责杀害示威者，表示“不能以任何理由为杀害示威者辩解[144]。”此外，该组织写道，“乌克兰公民的基本权利包括集会自由、言论自由和媒体自由——必须得到充分的尊重和保障[144]。”

国家
- 奥地利：奥地利外交部长塞巴斯蒂安·库尔茨1月21日得知杀害事件后，表示“今天付出生命的年轻示威者让人震惊，这仅仅是因为他们要求更多的民主，宣泄他们对政府拒绝进入会谈的烦恼而已。我向受害者的家人和朋友表示最深切的同情[145]。”库尔茨呼吁各方保持克制，进行对话，全面调查示威者的死亡[145]。
- 保加利亚：保加利亚外交部1月22日发表声明，对乌克兰的进展表示“严重关切”，指出保加利亚希望“全面公正调查和惩罚那些对遇害示威者负有责任的人士”。他们遗憾地表示乌克兰当局还没有考虑欧盟呼吁“采取符合国际规范的限制性法律”的改革[146]。保加利亚“敦促乌克兰政府尊重公民言论自由、新闻自由和集会自由等基本权利。我们呼吁反对派克制谨慎地采取行动[146]。”
- 加拿大：加拿大外交部长约翰·贝尔德称屠杀示威者“令人不安”，相信乌克兰的局势“显然需要国际社会的谴责和回应”[147]。“所有的选择都摆在桌子上。我认为我们需要非常明确的是，我们不能保持缄默，但我认为为了我们志同道合的或办公室，绝对需要咨询，特别是向美国和欧盟[147]。”1月22日，加拿大召见乌克兰外交部驻加大使，警告乌克兰特使，加拿大政府目前正根据事件“积极考虑”制裁措施等选择[147]。
- 捷克：捷克外交部长扬·科胡特对基辅的暴力行动和针对示威者的法律行动表示震惊和失望，表示“我请求乌克兰总统废除在上周通过、引发示威行动加剧的完全限制言论和集会自由的法律[148]。”科胡特还指出，“（捷克）长期以来一致支持乌克兰和乌克兰民主活动家，而且会继续这样做[148]。”
- 法國：法国外交及欧洲事物部长洛朗·法比尤斯召见乌克兰大使，让他解释杀害事件。他表示此次召见“展示出谴责的国家中有法国的一部分的姿态......竟然有向人群开枪的命令，这显然是不可接受的[149]。”
- 德国：德国总理安格拉·默克尔对1月22日的屠杀事件表示“愤怒”。“我们期待乌克兰政府能确保民主自由，尤其是示威的权利，保护生命，结束对武力的使用[150]。”默克尔表示：“我们非常担心，又不只是担心，还侵害了法律被推动的方式，让自由变成问号[150]。”后来在1月24日，外交部召见乌克兰大使，阐述德国政府的立场，表示“希望乌克兰大使能够及时向他的政府、总统和总理发送这一消息[151]。”
- ：格鲁吉亚外交部在1月22日发表声明，“对近期乌克兰发生的有公民伤亡的事件深表关注，并向受害者家属表示慰问[152]。”格鲁吉亚政府表示，“尊重每一项权利和每一个国家对其外交政策的定义，但同时，每个国家都应遵守言论自由的原则[152]。”
- 義大利：意大利外交部长爱玛·博尼诺1月24日发表声明，声称“必须查明那些为近期的致命事件负责的人士，废除最近通过的紧急法律，确保示威者和平形式结社、言论和机会自由的权利[153]。”另外于当天，意大利召见乌克兰大使，表达对政治局势的关注[154]。
- 爱尔兰：爱尔兰欧洲事务部部长帕斯查尔·多诺霍1月23日呼吁乌克兰政府与反对派展开对话，但强烈谴责政府的镇压。“爱尔兰向亚努科维奇总统和每个人发送信息，认为必须用民主对话解决目前的僵局。乌克兰政府必须确保终结这种暴力行为。暴力行为不能成为当前局势或任何局势的解决手段。最近去基辅市时我亲眼目睹了那里的人非常劳累和有压力[155]。”多诺霍还透露，爱尔兰政府已经召见乌克兰大使，要求“立即停止暴力行为，正式在政府与反对派之间进行会谈[155]。”
- 拉脫維亞：拉脱维亚1月22日召见乌克兰驻外交部大使，指出拉脱维亚政府“对乌克兰局势升级感到震惊，并强烈谴责暴力事件[156]。”外交部次日发表声明，“呼吁乌克兰所有部队和双方负起责任，避免可能会进一步加剧该国局势、引发更大规模流血事件的措施[156]。”
- 波蘭：波兰总统唐纳德·图斯克建议“负责任的”就1月22日的屠杀事件做出制裁。图斯克表示，他支持“整个欧盟对乌克兰的事件采取联合行动，最重要的是，谨慎、负责任地行使符合国际社会处理方式的工具......所以，我们的伙伴国应携手寻找行动能带来预期效果的行动方针......停止针对乌克兰公民和民主反对派的暴力行为和镇压[157]。”波兰外交部还召见乌克兰大使，表达波兰对乌克兰反示威法和由此引发的镇压的“深切关注[158]”。
- 葡萄牙：葡萄牙外交部1月21日发表声明，表示“强烈谴责所有暴力行为，呼吁各方展开包容性对话，表达对政治局势的关切”，还批评“法律修正案加强了对结社和言论自由权的限制，谴责持不同意见的权利，违反了该国的国际义务[159]。”
- 俄羅斯：俄罗斯外交部长谢尔盖·维克托罗维奇·拉夫罗夫在1月21日的新闻发布会上表示：“我们相信任何国家的内部问题，其中包括乌克兰的，必须透过宪法、法律框架内的对话来解决，不会有任何的外界干涉[160]。”
- 斯洛伐克：斯洛伐克外交部长米罗斯拉夫·拉查克1月24日表示，“越过一条红线，就会流血......这对我们来说并不是学术问题。我们都非常积极地支持欧洲对乌克兰的做法[161]。”拉查克还强烈批评亚努科维奇总统，表示：“这就是说如果领导人不想要听从他的人民的意见，就会听他们（政府官员）的意见。这正是乌克兰所发生的事[161]。”斯洛伐克总理罗伯特·菲乔1月22日宣布他对基辅的暴力事件感到震惊，谴责乌克兰军队使用“不能接受”的致命无力，并宣布作为乌克兰的西方邻居，斯洛伐克和乌克兰“有着许多共同点。”菲乔进一步阐述：“我呼吁所有示威者避免采用暴力。但同样，我敦促乌克兰当局和所有人尊重公民的权利[162]。”
- 斯洛維尼亞：斯洛文尼亚外交部1月22日发布声明，“最强烈地谴责基辅示威者和警方之间不断升级的暴力行为”，敦促各方停止暴力行为[163]。外交部向遇难者家属表示哀悼[163]。
- 瑞典：瑞典外交大臣卡尔·比尔特曾在致命的暴力事件发生后表示，“乌克兰－欧盟关系“不会一切照旧”。他还指出，“毫无疑问，问题出在制度上[164]。”
- 英国：英国欧洲事务大臣大卫·利丁顿在一份新闻稿中指出，“各方都有责任放弃暴力行为，避免采取可能进一步激化局势的行为，尤其是乌克兰政府和亚努科维奇总统[165]。”
- 美国：美国为了回应1月22日示威者遭杀害的事件，吊销了与暴力事件有联系、未透露名称的乌克兰官员的签证[166]。弗拉基米尔·奥林伊科（Volodymyr Oliynyk）和奥莱娜·安纳托里夫娜·邦达连科（Olena Anatoliivna Bondarenko）名列美国的黑名单[167]。

活动人士
- 1月23日，支持者在莫斯科乌克兰大使馆门外拉起横幅“乌克兰，我们与你同在”，高唱乌克兰国歌[168]，11人被警方拘捕。12月2日莫斯科举行声援行动[169]。
- 1月23日，白俄罗斯首都明斯克有支持者在乌克兰大使馆附近向死者献花，表达对乌克兰亲欧盟示威运动的支持。警方驱散人群，并质疑参与者的护照资料[170][171]。